# Wojna rosyjsko-turecka (1735–1739)
Wojna rosyjsko-turecka 1735–1739 – wojna pomiędzy Imperium Rosyjskim a Imperium Osmańskim.
Główną przyczyną wojny było wmieszanie się Turcji w politykę Rosji, która interweniowała zbrojnie w wewnętrzne sprawy Rzeczypospolitej podczas polskiej wojny sukcesyjnej oraz nasilenie najazdów Tatarów krymskich na południowe granice Rosji. Wojna była przedłużeniem walk Rosji o umocnienie swoich wpływów nad Morzem Czarnym. Rosja w tym czasie posiadała sprzyjającą sytuację, w związku z podpisaniem traktatów pokojowych z Iranem (prowadził w latach 1730–1736 wojnę z Turcją) i elekcją w Rzeczypospolitej Augusta III (1735) zamiast stronnika Francji Stanisława Leszczyńskiego, którego popierała związana z Francją Turcja. Bezpośrednią przyczyną wypowiedzenia wojny były ataki Tatarów krymskich w końcu 1735 na Ukrainę i wyprawa chana krymskiego na Kaukaz. Plan dowództwa rosyjskiego na 1736 r. przewidywał zajęcie Azowa i Krymu. 
Rozpoczęta w 1735 roku wojna toczyła się głównie nad Morzem Czarnym, początkowo głównie na Krymie. 31 maja 1736 Armia Dnieprowska feldmarszałka Burkharda Münnicha (62 tys. żołnierzy) szturmem zdobyła Perekop, a 28 czerwca Bachczysaraj. W związku z brakami żywności, wody i zaczynającą się epidemią, Münnich zmuszony był wycofać się na Ukrainę. 30 czerwca 1736 rosyjska Armia Dońska gen. Piotra Lacy'ego (28 tys. żołnierzy), współdziałając z Flotyllą Dońską dowodzoną przez wiceadmirała P. P. Bredala zdobyła Azow. W lipcu 1737 armia Münnicha (60–70 tys. żołnierzy) szturmem opanowała twierdzę Oczaków, a armia Lacy'ego (ok. 40 tys. żołnierzy) w lipcu przeprawiła się przez Cieśninę Geniczeską na Mierzeję Arabacką, sforsowała Siwasz i weszła na terytorium Krymu. W wyniku tych działań wojska rosyjskie odniosły szereg zwycięstw i zadały wysokie straty wojskom chana krymskiego oraz zajęły Karasubazar, jednak ponownie brak wody i żywności zmusił je do wycofania się z Krymu. W lipcu 1737 roku przystąpiła do wojny Austria, jednak jej wojska poniosły kilka klęsk. 
W sierpniu w Niemirowie rozpoczęły się rozmowy pokojowe pomiędzy Rosją, Austrią i Turcją, które zakończyły się bez rezultatów. W 1738 nie prowadzono działań bojowych. W związku z epidemią dżumy armia rosyjska wycofała się z Oczakowa i Kinburna. 15 lutego 1739 pod Horodyszczami wojska rosyjskie wspierane przez kozaków i kałmuków pokonały Tatarów. Przed tą bitwą Tatarzy najechali i spalili na terytorium Rzeczypospolitej Kryłów oraz Czehryń i napadli kilkanaście wsi starostwa czehryńskiego biorąc jasyr. 16 kwietnia gazeta Z Warszawy podała informację o uwolnieniu przez Tatarów 988 osób. W 1739, 58-tysięczna armia Münnicha przeprawiła się przez Dniestr i wkroczyła do Mołdawii, gdzie 28 sierpnia 1739 odniosła zwycięstwo pod Stawuczanami, zajęła Chocim (kapitulował 28 sierpnia) i Jassy. Armia austriacka jednak znowu poniosła klęskę i 18 września podpisała separatystyczny pokój. To, jak i groźba najazdu Szwedów zmusiło Rosję do rozmów pokojowych. Niepowodzenia Turcji także zmusiły ją do rokowań. Rokowania zakończyły się podpisaniem 18 września 1739 r. pokoju belgradzkiego, w którym Rosja musiała zrezygnować z roszczeń do Krymu i Mołdawii, uzyskując prawo budowy portu w Azowie, jednak bez prawa budowy fortyfikacji i prawa żeglugi na Morzu Czarnym.